# Eric Addo
Eric Pappoe Addo (Accra, 12 novembre 1978) è un ex calciatore ghanese, di ruolo difensore o centrocampista.

## Biografia
Anche suo fratello Otto Addo è stato un calciatore. Attualmente ricopre la carica di allenatore della nazionale di calcio del Ghana.

## Carriera

### Club
Ha cominciato la carriera europea nel 1996 in Belgio, al Club Bruges: coi nerazzurri ha giocato in 3 stagioni 60 partite.
Nel 1999 si è trasferito nei Paesi Bassi, al PSV, per 5,9 milioni di euro. Solitamente relegato per le prime tre stagioni e mezza in panchina, è stato prestato al Roda per una stagione e mezza. Nel 2004 è rientrato al PSV.

### Nazionale
Sebbene gli fosse stata data la possibilità di giocare per il Belgio, nella Coppa del Mondo del 1998, scelse di giocare per il Ghana. In Nazionale conta 27 presenze e ha partecipato ai Mondiali 2006, manifestazione in cui le Black Stars sono arrivate agli ottavi ed in cui ha giocato tutti gli incontri. Con la sua Nazionale ha preso parte anche alla Coppa d'Africa giocata in casa, raggiungendo il terzo posto. La sua ultima partita in Nazionale è stata contro il Messico in un'amichevole a Londra, il 26 marzo 2008.

## Palmarès

### Club
- Campionato olandese: 6

PSV Eindhoven: 1999-00, 2000-01, 2004-05, 2005-06, 2006-07, 2007-08
- Coppa dei Paesi Bassi: 1

PSV Eindhoven: 2004-05
- Supercoppa dei Paesi Bassi: 2

PSV Eindhoven: 2000, 2001
- Campionato belga: 1

Club Brugge: 1997-98
- Supercoppa belga: 2

Club Brugge: 1996, 1998

### Individuale
- Miglior calciatore ghanese dell'anno: 1998
- Miglior giovane dell'anno del campionato belga: 1998
- Miglior giocatore africano del campionato belga: 1998